# Zagrade
Zagrade su znak interpunkcije koji jače odeljuje jedan deo rečenice ili teksta od drugoga te se tim delom nešto objašnjava, tumači ili je manje važno od ostatka.
Vrste zagrada: oble, uglaste [], kose //, vitičaste {} ili izlomljene <>. Najčešće se, u književnoumetničkom diskurzu, upotrebljavaju oble zagrade.

## Upotreba u jeziku
U zagrade se stavljaju delovi rečenice koji služe objašnjavanju ili su naknadno dodani te ne pripadaju tome tekstu:
- Sjedne Kosjenka Regoču do uva (a bijaše uvo Regočevo veliko kao cela Kosjenka) i povika mu u uvo. (Ivana Brlić-Mažuranić)
- Sjedne Jaglenac upravo pod svetu brazdicu pred Bukača te zaviruje Bukaču pod vrat (jer bijaše mrak), da vidi bolje, kako mu se vrat napinje. (Ivana Brlić-Mažuranić)
- ne gleda ona (tač je ohola) / zlata, snage, vere i časti. (Ivan Gundulić)
- Tibulo! (reči daje ovde uvredljiv smisao: pjesnik - lažljivac, mistifikator). (Ranko Marinković)

Zarez se stavlja samo nakon drugog dela zagrade:
- Samo to je miraz njegove žene (i ovde začuje Bela ponovo registre i kadence njezina glasa, tako da su i njegove misli podvostručile svoj intenzitet), dvorac je njezin, auto je njezin. (Milan Begović)

U zagradu se stavljaju i didaskalije koje se unutar zagrada obično navode kurzivom (za objašnjenje trotačke u zagradama pogledajte istoimeni članak):

POZZO: Oprez! On je opasan! (Estragon i Vladimir se gledaju)

ESTRAGON (tiho): Je li on?

(...)

POZZO (umiren): Gospodo, ne znam šta je to sa mnom bilo. Oprostite, molim vas. Zaboravite sve to (Sve više ovladava sobom). Ne znam više šta sam govorio, ali možete mi verovati da nijedna reč nije bila istinita (Uspravi se udarajući se u prsa). Zar ja izgledam kao čovek koji zbog nekoga pati? Nego, slušajte! (Traži po svojim džepovima.) Gde sam zametnuo lulu?

Zagrade služe i skraćenom označavanju dvostrukosti ili skraćenom pisanju istih delova:
- dobrog(a), s(a), videv(ši)
- (ne)čovek, (po)gledati, poveć(av)ati

Drugi se deo zagrade često koristi za odeljivanje brojeva ili slova pri nabrajanju:
| 1) srpski 2) latinski 3) grčki | a) pravopis b) gramatika c) pravogovor |

Ili da bi se označilo kako nešto vredi za sve pojmove:
| Mocart Betoven Hajdn | } | bečki klasičari |

Ako unutar zagrade dolazi nove zagrade, stavljaju se uglate zagrade. Rečenični znakovi koji pripadaju delu unutar zagrade dolaze unutar zagrade, a oni koji pripadaju ostatku teksta dolaze izvan zagrade.

## Upotreba izvan jezika

### Matematika
Koristi se za označavanje reda računskih operacija pri čemu se grupišu brojevi:
- 2 + (4 * 32 - 13) - 17 : (2 + 1)

Takođe se unutar zagrada stavlja vrednost funkcija:
- f(x) = 2x + 7

Koristi se i za označavanje koordinata tačaka u Kartezijevom koordinantnom sistemu:
- A (7,2), B (-1, 3), C (4, 6)

U matematici se takođe koristi i za označavanje n-torke:
{\displaystyle \left\langle V(t)^{2}\right\rangle =\lim _{T\to \infty }{\frac {1}{T}}\int _{-T/2}^{T/2}V(t)^{2}{\rm {d}}t}

### Fonetika
Uglaste i kose zagrade koriste se za označavanje izgovora u fonetici i fonologiji:
- britanski engleski: car [ k a: ], sport [ s p o: t ]
- fonemi /i/, /a/; riječ /kæt/ piše se "cat"

### Računarstvo
Zagrade su u programiranju važan dio sintakse programskih jezika.
```
#include
 
<stdio.h>

int
 
main
 
(
void
)
 
{

        
puts
 
(
"Ovo je primjer u programskome jeziku C"
);

        
return
 
0
;

}

```

## Literatura
- Lennard, John (1991). But I Digress: The Exploitation of Parentheses in English Printed Verse. Oxford: Clarendon Press. ISBN 978-0-19-811247-1.
- Turnbull;  . (1964). The Graphics of Communication. New York: Holt. States that what are depicted as brackets above are called braces and braces are called brackets. This was the terminology in US printing prior to computers.

## Spoljašnje veze
- Медији везани за чланак Brackets на Викимедијиној остави